# ナイトニュース9
『ナイトニュース9』（ナイトニュースナイン）は、とちぎテレビで2019年4月1日から平日の夜に放送中の地域情報・報道番組。
本項では、週末版として2019年4月6日よりスタートした『ナイトニュースサタデー』、4月7日よりスタートした『ナイトニュースサンデー』についても詳述する。

## 概要
とちぎテレビが開局20周年を迎えるにあたり、2016年4月4日から3年間放送されていた『とちテレニュースLIFE』の後継番組として2019年4月1日より放送を開始した。
「栃木のニュースは夜9時!」をキャッチコピーに、とちぎテレビの顔ともいえる篠田和之と若林芽育の強力タッグで夜のニュースをリニューアル。地域の話題や事件・事故、政治・経済、スポーツなど情報満載でお送りする。愛称は「ニュース9」または「ナイナイ」としている。
これまで、『ニュースワイド21』、『とちテレニュースLIFE』は21:00開始だったのに対し、当番組は20:59開始のフライングスタートとなっていた（特番による繰り下げ時は除く）。
2020年4月1日、フライングスタートが廃止され、1年ぶりに21:00開始に変更となった。
2021年4月1日、放送時間が5分拡大され、21:45終了に変更となった。45分放送となるのは、前身の『とちテレニュースLIFE』以来4年ぶりとなる。
2022年4月1日、番組ロゴがリニューアルされ、地域密着で視聴者のQ（Question）に答え、「知りたい」に応えるとして、「9」の部分は「Q」とかけた形となっている。

## 出演者

### 現在（2023年4月～）
- 月曜 - 篠田和之・藤田真奈
- 火曜 - 篠田和之・松村優花
- 水曜 - 飯島誠・江口実玖
- 木曜 - 飯島誠・松村優花
- 金曜 - 篠田和之・藤田真奈

### 過去
- 高橋映（2019年4月1日 - 2021年12月28日[4][5][6]）
- 中島梓（2022年1月4日 - 3月29日[7][8]）
- 藤田真奈（2019年4月2日 - 2022年3月25日[9][10]）→2023年1月より復帰
- 若林芽育（2019年4月1日 - 2022年12月30日）
- 具嶋柚月（2022年1月4日 - 2023年3月15日）

| 期間     | 期間       | 月曜日   | 月曜日   | 月曜日   | 火曜日   | 火曜日   | 水曜日   | 水曜日 | 木曜日   | 木曜日   | 木曜日   | 金曜日   | 金曜日   |
| -------- | ---------- | -------- | -------- | -------- | -------- | -------- | -------- | ------ | -------- | -------- | -------- | -------- | -------- |
| 2019.4.1 | 2020.3.31  | 篠田和之 | 若林芽育 | 高橋映   | 篠田和之 | 藤田真奈 | 若林芽育 | 飯島誠 | 若林芽育 | 高橋映   | 高橋映   | 篠田和之 | 高橋映   |
| 2020.4.1 | 2021.3.31  | 篠田和之 | 高橋映   | 高橋映   | 篠田和之 | 藤田真奈 | 若林芽育 | 飯島誠 | 若林芽育 | 高橋映   | 高橋映   | 篠田和之 | 高橋映   |
| 2021.4.1 | 2021.12.28 | 篠田和之 | 高橋映   | 高橋映   | 篠田和之 | 高橋映   | 若林芽育 | 高橋映 | 若林芽育 | 飯島誠   | 飯島誠   | 篠田和之 | 藤田真奈 |
| 2022.1.4 | 2022.3.31  | 篠田和之 | 中島梓   | 中島梓   | 篠田和之 | 中島梓   | 若林芽育 | 飯島誠 | 若林芽育 | 飯島誠   | 藤田真奈 | 篠田和之 | 藤田真奈 |
| 2022.4.1 | 2022.12.30 | 篠田和之 | 江口実玖 | 江口実玖 | 篠田和之 | 江口実玖 | 若林芽育 | 飯島誠 | 若林芽育 | 具嶋柚月 | 具嶋柚月 | 篠田和之 | 具嶋柚月 |

## 放送時間
| 期間     | 期間      | 放送時間                   |                            |
| -------- | --------- | -------------------------- | -------------------------- |
| 2019.4.1 | 2020.3.30 | 平日 20:59 - 21:40（41分） | 平日 20:59 - 21:40（41分） |
| 2020.4.1 | 2021.3.31 | 平日 21:00 - 21:40（40分） | 平日 21:00 - 21:40（40分） |
| 2021.4.1 | 現在      | 平日 21:00 - 21:45（45分） | 平日 21:00 - 21:45（45分） |

## 曜日別コーナー

### 現在
月曜日
- 月曜スポーツ
  - 週末のスポーツの結果や2020年東京オリンピック、さらに「いちご一会とちぎ国体」に向けて注目される選手の紹介、県内プロスポーツチームからの生出演など彩り豊かにお伝えする。第4週は下野新聞運動部のデスクが生出演。篠田と共に栃木のスポーツをとことん語り合う。

火曜日
- 報道特集
  - 10人の記者が県内を巡り、独自の視点で「栃木の今」を切り取る。
- 下野新聞Zoom Up（第2週）
  - 下野新聞の担当者が生出演し、栃木の課題や話題を詳しく解説するとってもためになるコーナー。

水曜日
- 週刊ビズ・スコープ
  - 企業や新商品、独自の戦略など県内経済の「今」を紹介する経済コーナー。2020年度までは金曜日に放送、高橋が担当した。

木曜日
- RESCUE 暮らしを守る
  - いつ起こるかわからない災害…県民の安全・安心に寄与する情報を伝えるのはとちぎテレビの使命でもある。当番組開始から「防災」コーナーをリニューアルし、地域の取り組みやこれまで起きた災害の振り返りなどを伝える。さらに生活に身近な犯罪抑止のためのポイントや防犯・事故防止の対策まで「知っておきたい」に幅広く対応。役に立つコーナーを目指す。2020年度までは水曜日に放送。

金曜日
- 週末スポーツ
  - 篠田がウィークエンドの県内スポーツ情報をまとめて伝える。

### 過去
火曜日
- 栃木トヨタプレゼンツ 美の真髄 栃木ゆかりの巨匠たち（最終週、～2019年度）

木曜日
話題の人やモノを紹介。ゲストやコメンテーターも登場する（～2020年度）。

## ナイトニュースサタデー・ナイトニュースサンデー

### 概要
『ナイトニュースサタデー』『ナイトニュースサンデー』は、とちぎテレビで週末の夜に放送中の報道番組。『ナイトニュース9』の週末版にあたる。
土日とも21時台は生放送で、23時台は21時台の再放送となる。なお、『都市対抗野球ダイジェスト』放送時は23時台の放送は休止となる（特に土曜日は23:30以降のTOKYO MX・BS11などとの同時ネットのアニメ枠がある影響で、『ダイジェスト』放送による繰り下げを避けるための措置）。
2020年1月11日より『- サタデー』（再放送）の放送時間が15分繰り上がった。同年3月29日をもって再放送枠が終了。

### 出演者
以下のキャスターから1人が担当。

#### 現在
- 江口実玖（2022年4月[18] - ）
- 具嶋柚月（2022年4月[18] - ）
- 松村優花（2022年4月[18] - ）

#### 過去
- 高橋映（ - 2021年12月）
- 元田芳（ - 2022年3月）
- 藤田真奈（ - 2022年3月）

### 放送時間
| 期間      | 期間       | 放送時間                   | 放送時間                   | 放送時間                   |
| 期間      | 期間       | 本放送                     | 再放送                     | 再放送                     |
| --------- | ---------- | -------------------------- | -------------------------- | -------------------------- |
| 2019.4.6  | 2019.12.22 | 土日 21:00 - 21:15（15分） | 土日 23:00 - 23:15（15分） | 土日 23:00 - 23:15（15分） |
| 2020.1.11 | 2020.3.29  | 土日 21:00 - 21:15（15分） | 土曜 22:45 - 23:00（15分） | 日曜 23:00 - 23:15（15分） |
| 2020.4.4  | 現在       | 土日 21:00 - 21:15（15分） | （放送なし）               | （放送なし）               |